# James Hennessy
James Richard Charles Hennessy, né le 26 juillet 1867 à Cherves-de-Cognac (Charente) et mort le 16 mai 1945 à Paris (Seine), est un officier de marine, cavalier, négociant en cognac et homme politique français.

## Biographie
Arrière-petit-fils de Jacques Hennessy et frère aîné de Jean Hennessy, James Hennessy sortit diplômé de l'École navale, mena une carrière d'officier de marine et prit sa retraite comme capitaine de corvette, avant de rejoindre et diriger l'entreprise familiale de Cognac. Il s'occupa également d'élevage de chevaux de course avec lesquels il eut le bonheur de remporter le Grand National de Liverpool et le Grand Steeple-Chase de Paris.
Conseiller général du Canton de Segonzac en 1895, il est également premier adjoint au maire de Cognac (jusqu'en 1929). Député de la Charente de 1906 à 1921 et sénateur de la Charente de 1921 à 1940, il s'intéresse principalement à la viticulture et aux affaires maritimes.
Il est vice-président puis président à partir de 1928 d'une ligue du libre-échange, fondée en 1910 par Yves Guyot. 
Marié avec sa cousine issu-de-germaine Alice Hennessy, il est le beau-père de Jean de Geoffre de Chabrignac et de Guillaume de Pracomtal.

### Sources
- « James Hennessy », dans le Dictionnaire des parlementaires français (1889-1940), sous la direction de Jean Jolly, PUF, 1960 [détail de l’édition]